# Веслање на Летњим олимпијским играма 1936.
Веслачка такмичења на Летњим олимпијским играма 1936. у Берлину одржана су од 11. до 14. августа. Одржано је на регатној стази у општини Гринау у Берлину.
Такмичило се само у мушкој конкуренцији у седам дисциплина. Укупно је учествовало 314 веслача из 24 земље. Најмлађи учесник био је представник Француске Ноел Вандернот са 12 година и 231 дан, а најстарији Италијан Ренато Петронио са 45 година и 187 дана.
Са изузетком инаугуралном такмичења на Олимпијским играма 1900. у Паризу ово је био први пут да су такмичили представници САД.
Медаље су освајали представници 10 земаља, а највише успеха су имали представници Немачке који су победили у 5 од 7 дисциплина, освојивши укупно 7 медаља.
Најуспешнији појединаци била су петорица веслача који су освојили по 2 медаље, међу којима није био нијенан Немац. По 2 медаље (сербрну и бронзану) освојила су четворица Швајцараца:Херман Бечарт, Ханс Хомбергер, Алекс Хомбергер и Карл Шмид и кормилар француског двојца и четверца, најмлађи учесник такмичења Ноел Вандернот (две бронзане).

## Календар такмичења у веслању
| Веслање на Летњим олимпијским играма 1956. | Веслање на Летњим олимпијским играма 1956. | Веслање на Летњим олимпијским играма 1956. | Веслање на Летњим олимпијским играма 1956. | Веслање на Летњим олимпијским играма 1956. | Веслање на Летњим олимпијским играма 1956. | Веслање на Летњим олимпијским играма 1956. | Веслање на Летњим олимпијским играма 1956. | Веслање на Летњим олимпијским играма 1956. | Веслање на Летњим олимпијским играма 1956. | Веслање на Летњим олимпијским играма 1956. | Веслање на Летњим олимпијским играма 1956. | Веслање на Летњим олимпијским играма 1956. | Веслање на Летњим олимпијским играма 1956. | Веслање на Летњим олимпијским играма 1956. | Веслање на Летњим олимпијским играма 1956. | Веслање на Летњим олимпијским играма 1956. |
| Дисциплине / Дани                          | август 1936.                               | август 1936.                               | август 1936.                               | август 1936.                               | август 1936.                               | август 1936.                               | август 1936.                               | август 1936.                               | август 1936.                               | август 1936.                               | август 1936.                               | август 1936.                               | август 1936.                               | август 1936.                               | август 1936.                               | август 1936.                               |
| Дисциплине / Дани                          | 1                                          | 2                                          | 3                                          | 4                                          | 5                                          | 6                                          | 7                                          | 8                                          | 9                                          | 10                                         | 11                                         | 12                                         | 13                                         | 14                                         | 15                                         | 16                                         |
| ------------------------------------------ | ------------------------------------------ | ------------------------------------------ | ------------------------------------------ | ------------------------------------------ | ------------------------------------------ | ------------------------------------------ | ------------------------------------------ | ------------------------------------------ | ------------------------------------------ | ------------------------------------------ | ------------------------------------------ | ------------------------------------------ | ------------------------------------------ | ------------------------------------------ | ------------------------------------------ | ------------------------------------------ |
| Скиф                                       |                                            |                                            |                                            |                                            |                                            |                                            |                                            |                                            |                                            |                                            | Групе                                      | Репасаж                                    | Полифинале                                 | Финале                                     |                                            |                                            |
| Дубл скул                                  |                                            |                                            |                                            |                                            |                                            |                                            |                                            |                                            |                                            |                                            |                                            | Групе                                      | Репасаж                                    | Финале                                     |                                            |                                            |
| Двојац без кормилара                       |                                            |                                            |                                            |                                            |                                            |                                            |                                            |                                            |                                            |                                            | Групе                                      |                                            | Репасаж                                    | Финале                                     |                                            |                                            |
| Двојац с кормиларом                        |                                            |                                            |                                            |                                            |                                            |                                            |                                            |                                            |                                            |                                            |                                            | Групе                                      | Репасаж                                    | Финале                                     |                                            |                                            |
| Чеетверац без кормилара                    |                                            |                                            |                                            |                                            |                                            |                                            |                                            |                                            |                                            |                                            |                                            | Групе                                      | Репасаж                                    | Финале                                     |                                            |                                            |
| Четверац с кормиларом                      |                                            |                                            |                                            |                                            |                                            |                                            |                                            |                                            |                                            |                                            | Групе                                      |                                            | Репасаж                                    | Финале                                     |                                            |                                            |
| Осмерац                                    |                                            |                                            |                                            |                                            |                                            |                                            |                                            |                                            |                                            |                                            |                                            | Групе                                      | Репасаж                                    | Финале                                     |                                            |                                            |

## Земље учеснице
1. Аргентина (3)
2. Аустралија (12)
3. Аустрија (9)
4. Белгија (7)
5. Бразил (21)
6. Канада (10)
7. Чехословачка (17)
8. Данска (16)
9. Естонија (1)
10. Француска (19)
11. Немачка (26)
12. Италија (22)
13. Јапан (16)
14. Југославија (14)
15. Јужноафричка Република (1)
16. Мађарска (23)
17. Норвешка (1)
18. Холандија (11)
19. Пољска (11)
20. САД (26)
21. Шведска (5)
22. Швајцарска (16)
23. Уједињено Краљевство (18)
24. Уругвај (8)

## Освајачи медаља

### Мушкарци
| Дисциплина             | | Резултат | | Резултат | | Резултат |
| Скиф детаљи            | Густав Шефер Немачка                                                                                                  | 8:21,5   | Јозеф Хасенерл · Аустрија | 8:25,8   | Данијел Бароу САД | 8:28,0   |
| Дубл скул              | Џек Бересфорд · Дик Саутвуд · Уједињено Краљевство                                                                    | 7:20,8   | Вили Кајдел Јоахим Пирш Немачка | 7:26,2   | Roger Verey · Јежи Уступски · Пољска | 7:36,2   |
| Двојац без кормилара   | Вили Ајхорн Хуго Штраус Немачка                                                                                       | 8:16,1   | Хари Ларсен · Петер Олсен · Данска | 8:19,2   | Орасио Подеста · Хулио Куратеља · Аргентина                                                                                                | 8:23,0   |
| Двојац с кормиларом    | Герхард Густман Херберт Адамски Дитер Аренд Немачка                                                                   | 8:36,9   | Алмиро Бергамо Гвидо Сантин Лучано Негрини Италија                                                                                               | 8:49,7   | Марсо Фуркад · Жорж Тапи · Ноел Вандернот · Француска                                                                                      | 8:54,0   |
| Четверац без кормилара | Рудолф Екштајн Антон Ром Мартин Карл Вилхем Мене Немачка                                                              | 7:01,8   | Томас Бристоу · Алан Барит · Питер Џексон · Џон Стурок · Уједињено Краљевство                                                                    | 7:06,5   | Херман Бечарт · Ханс Хомбергер · Алекс Хомбергер · Карл Шмид · Швајцарска                                                                  | 7:10,6   |
| Четверац с кормиларом  | Ханс Мајер Ваљлтер Фоле Ернсдт Габер Паул Золинер Фриц Бауер Немачка                                                  | 7:16.2   | Херман Бечарт · Ханс Хомбергер · Алекс Хомбергер · Карл Шмид · Ролф Шпринг · Швајцарска                                                          | 7:24,3   | Фернард Вандернот · Марсел Вандернот · Марсел Космат · Марсел Шовиње · Ноел Вандернот · Француска                                          | 7:33,3   |
| Осмерац                | Herbert Morris Charles Day Gordon Adam John White James McMillin George Hunt Joseph Rantz Donald Hume Robert Moch САД | 6:25,4   | Guglielmo Del Bimbo Дино Барсоти Оресте Гроси Енцо Бартолини Mario Checcacci Дане Сечи Ottorino Quaglierini Енрико Гарзели Чезаре Милани Италија | 6:26,0   | Alfred Rieck Helmut Radach Hans Kuschke Heinz Kaufmann Герд Велс Werner Loeckle Hans-Joachim Hannemann Херберт Шмит Wilhelm Mahlow Немачка | 6:26,4   |

## Биланс медаља
|    | Земља                |   |   |   |    |
| -- | -------------------- | - | - | - | -- |
| 1. | Немачка              | 5 | 1 | 1 | 7  |
| 2. | Уједињено Краљевство | 1 | 1 | 0 | 2  |
| 3. | САД                  | 1 | 0 | 1 | 2  |
| 4. | Италија              | 0 | 2 | 0 | 2  |
| 5. | Швајцарска           | 0 | 1 | 1 | 2  |
| 6. | Данска               | 0 | 1 | 0 | 1  |
| 6. | Аустрија             | 0 | 1 | 0 | 1  |
| 8. | Француска            | 0 | 0 | 2 | 2  |
| 9. | Аргентина            | 0 | 0 | 1 | 1  |
| 9. | Пољска               | 0 | 0 | 1 | 1  |
|    | Укупно (10)          | 7 | 7 | 7 | 21 |